# Storyline (album)
Storyline è il secondo album discografico in studio del cantante country statunitense Hunter Hayes, pubblicato nel 2014.

## Tracce
1. Wild Card – 3:16 (Hunter Hayes, Luke Laird, Barry Dean)
2. Storyline – 3:25 (Hayes, Troy Verges, Eric Paslay)
3. Still Fallin – 3:43 (Hayes, Melissa Peirce)
4. Tattoo – 3:17 (Hayes, Verges, Dean)
5. Invisible – 4:36 (Hayes, Bonnie Baker, Katrina Elam)
6. ...interlude – 0:53 (Hayes, Elam, Baker, Dean, Paul Buckmaster)
7. You Think You Know Somebody – 4:27 (Hayes, Sam Ellis)
8. Flashlight – 4:47 (Hayes, Verges, Dean)
9. When Did You Stop Loving Me – 4:28 (Hayes, Ellis)
10. ...like I was saying (jam) – 1:42 (Hayes, Ellis)
11. Secret Love – 3:38 (Hayes, Ellis)
12. Nothing Like Starting Over – 3:53 (Hayes, Verges, Gordie Sampson)
13. If It's Just Me – 3:42 (Hayes, Baker, Elam)
14. Love Too Much – 4:19 (Hayes, Ellis)